# Гаджи Зейналабдин Ширвани
Гаджи Зейналабдин Ахунд Искандер оглы Ширвани (литературный псевдоним Тамкин, прозвище в тарикате Мастали-шах; 16 августа 1780, Шемахы — 1837 или 1838, Красное море, на корабле, похоронен в городе Джидда Саудовской Аравии) — азербайджанский учёный, географ-путешественник, историк, этнограф, философ, литературовед и поэт. Брат Гаджи Мухаммед Али Ширвани.

## Биография
Гаджи Зейналабдин Ширвани родился 16 августа 1780 году дома в городе Шемахы. В 1785 году его семья переселяется в город Кербалу, где его отец Ахунд Искандер занимается преподаванием в медресе. В том же самом медресе и получает образование Ширвани. После окончания медресе в 1796 году, он отправляется в Багдад для завершения образования. После нескольких лет пребывания в Багдаде, Ширвани начинает путешествовать. Его путь пролег через Малую Азию, Иранское нагорье, Среднеазиатские, Аравийские и Североафриканские пустыни, через леса и саванны Судана, тропические леса Индии, острова Индийского океана, он пересек горные хребты Гиндукуш, Загрос, Сулеймановы горы, Памир и другие области Азии и Африки.

### Путешествия Ширвани
Ширвани путешествовал около 40 лет. Предположительно известны 3 основные направления его путешествий.
Первый маршрут пролегал через — Багдад, Ирак, Иранский Азербайджан, Ширван, Мугань, Талышские горы, Гилян, Хорасан, Герат, Забуль, Кабул, далее индийские области Пенджаб, Мултан, Синд, Гуджарат, Декан, Бенгал, острова Индийского океана, затем по горным дорогам в Кашмир, Музаффарабад и «по Кабульскому пути» в Тохаристан, оттуда в Туран и через Бадахшанские горы в Хорасан, затем «по иранскому пути» в Фарс.
Второй путь путешествия Ширвани начинался из Шираза, оттуда в Дараб, потом к морю в Бендер-Аббас, далее, «по Ормузскому пути» в Хадрамаут, Йемен, затем в Эфиопию и Судан, потом снова на Аравийский полуостров в Джидду, Хиджаз, Медину, Мекку. После этого через местность вдоль Нила, из Египта через Ближний Восток в Анатолию, в Диярбакыр, Караман и Айдын.
Третий путь путешествия к Атлантическому океану и обратно — проходил по следующему маршруту — «острова Бахри Ахзар» (что означает «зеленое море» — так восточные географы называли Атлантический океан), Румелия, Анатолия, Азербайджан, Тегеран, Хамадан, Исфаган, Керман, Шираз, Багдад.
После этого Ширвани пишет книги: «Рияз ус-сеяхет» («Путешествия по райскому саду»; I том был завершён в 1821-22, II - 1826-27 гг.) на персидском, «Хадаик ус-сеяхет» («Сады путешествия») в 1827 году и «Бустан ус-сеяхет» («Цветник путешествия») в 1832 году. Следует отметить, что книга «Рияз ус-сеяхет» была переписана Аббаскули-ага Бакихановым, который также написал первую научную статью о Ширвани. После кончины Бакиханова составленная им копия «Рияз ус-сеяхет» была передана в Азиатский музей.
В своих книгах он приводит ценные сведения о географии, истории, этнографии, архитектуре, литературе и выдающихся деятелях многих стран.
Гаджи Зейналабдин Ширвани после издания своих книг получает большую известность и получает приглашения во дворцы многих правителей Востока, таких как: Ибрагим-бек — правитель Египта, Фетх Али-шах — правитель Персии, Махмуд II — правитель Турции.
Гаджи Зейналабдин Ширвани помимо путешествий и изучения истории и этнографии стран востока, пишет стихи под псевдонимом — Тамкин (Темкин).
В 1820-21 году Ширвани женится и обосновывается в городе Ширазе. У него рождается сын — Джалаладдин Мамед, а через два года после этого и второй сын — Хусамеддин Али.
В 1838 году Ширвани по дороге в Мекку заболевает и умирает на корабле в Красном море, похоронен в городе Джидда.

## Рукописи Ширвани
Рукописи произведений Гаджи Зейналабдина Ширвани хранятся в библиотеке Британского музея в Лондоне, Парижской национальной библиотеке, в Египетском музее «Хидвиййе», библиотеке Санкт-Петербургского отдела Института востоковедения Российской академии наук, в Институте рукописей Академии наук Грузии.

## Память о нем
В честь Гаджи Зейналабдина Ширвани названы:
- Музей в Индии
- Библиотека в Индонезии
- Географические общества в Мекке и в Джизе (Саудовская Аравия)
- Улица в Иранском городе Ширазе, в Баку, и в Шемахе
- Улица, плавающий на Каспии.

Исторический роман Азизы Джафарзаде «Добро пожаловать, путешественник!» посвящён Гаджи Зейналабдину Ширвани.